# Одукси
Одукси (фр. Odouxi) — деревня в Чаде, расположенная на территории региона Тибести. Входит в состав департамента Восточное Тибести. Население составляют представители субэтнической группы теда народа тубу.

## Географическое положение
Деревня находится в северо-западной части Чада, в центральной части плоскогорья Тибести, на высоте 1276 метра над уровнем моря.
Одукси расположен на расстоянии приблизительно 1032 километров к северо-северо-востоку (NNE) от столицы страны Нджамены.

## Климат
Климат Одукси характеризуется как аридный жаркий (BWh в классификации климатов Кёппена). Уровень атмосферных осадков, выпадающих в течение года крайне низок (среднегодовое количество — 18 мм). Средняя годовая температура воздуха составляет 20,7 °C. Средняя температура самого холодного месяца (января) составляет 10,8 °С, самого жаркого месяца (июня) — 27,9 °С..

## Транспорт
Ближайший аэропорт расположен в городе Бардаи.